# Пилато, Бенедетта
Бенедетта Пилато (итал. Benedetta Pilato; род. 18 января 2005, Таранто, Апулия) — итальянская пловчиха, чемпионка мира 2022 года, призёр чемпионатов мира, двукратная чемпионка Европы.

## Карьера
В 13 лет на национальном чемпионате в декабре 2018 года на дистанции 50 метров брассом она становится второй, уступив только признанному лидеру Мартине Карраро и показав результат 30,32 секунды.
На молодёжном чемпионате Европы 2019 года в Казани, в начале июля, она побеждает на дистанции 50 метров брассом и в составе эстафетной четвёрки выигрывает серебряную медаль.
После отличных результатов её приглашают в сборную Италии для участия в чемпионате мира 2019 года в корейском Кванджу, где она в возрасте 14 лет завоевала серебряную медаль на дистанции 50 метров брассом, уступив победительнице американке Лилли Кинг 0,16 секунды.
В декабре 2019 года, в Глазго, на чемпионате Европы по плаванию на короткой воде, Бенедетта одержала победу на дистанции 50 метров брассом, показав результат 29,32 — это новый мировой рекорд среди юниоров.
В мае 2021 года на чемпионат Европы, который проходил в Венгрии в Будапеште, итальянская спортсменка на дистанции 50 метров брассом завоевала золотую медаль, проплыв в финале за 29,35, а в полуфинале установив мировой рекорд на этой дистанции — 29,30.